# Глічарув-Дольни
Глічарув-Дольни (пол. Gliczarów Dolny) — село в Польщі, у гміні Білий Дунаєць Татранського повіту Малопольського воєводства.
Населення — 495 осіб (2011).
У 1975-1998 роках село належало до Новосондецького воєводства.

## Демографія
Демографічна структура станом на 31 березня 2011 року:
|          | Загалом | Допрацездатний вік | Працездатний вік | Постпрацездатний вік |
| -------- | ------- | ------------------ | ---------------- | -------------------- |
| Чоловіки | 261     | 55                 | 175              | 31                   |
| Жінки    | 234     | 48                 | 133              | 53                   |
| Разом    | 495     | 103                | 308              | 84                   |